# U-Bahnhof Rathaus Neukölln

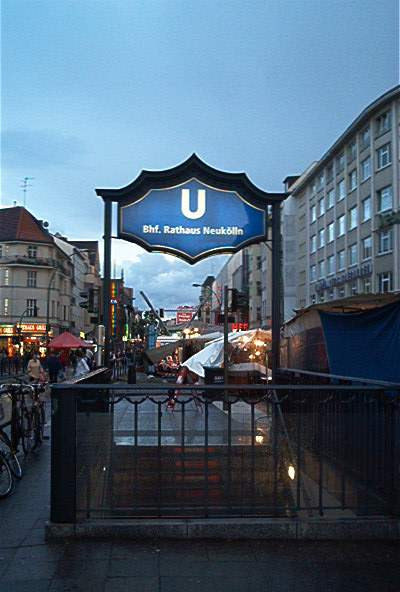
Bahnhofseingang in der Karl-Marx-Straße

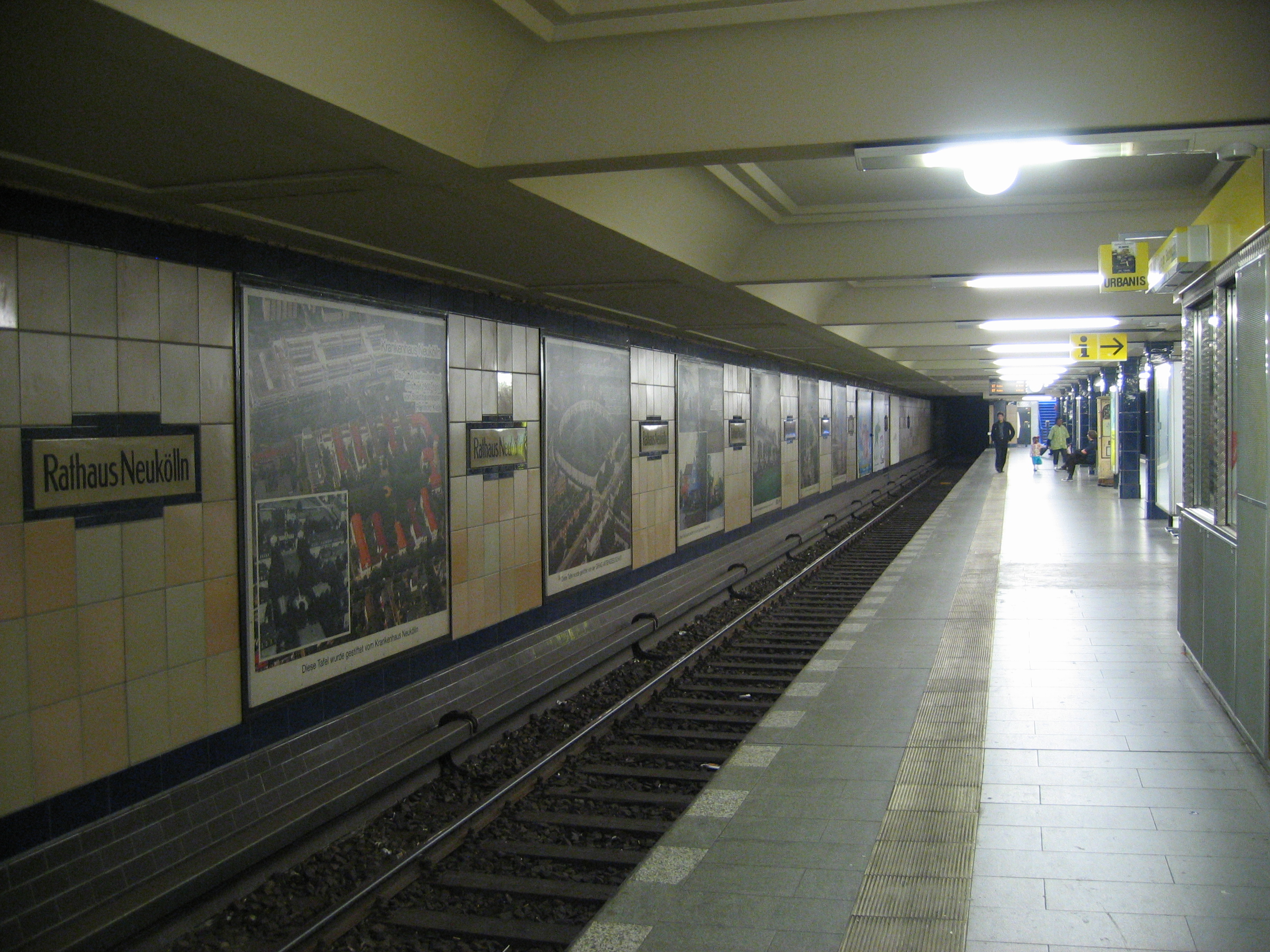
Bahnsteig

Der  U-Bahnhof Rathaus Neukölln ist eine Station der Berliner U-Bahn-Linie U7 im Ortsteil Neukölln unterhalb der Karl-Marx-Straße neben dem namengebenden Neuköllner Rathaus.
Die Planung übernahm Alfred Grenander, der den Bahnhof wie bei den Umgebenden mit einer besonderen Verfliesung und einem charakteristischen Stationsschild gestaltete. Die Station wurde am 11. April 1926 eröffnet. Im Jahr 1967 wurde der Bahnsteig von 80 auf 110 Meter verlängert, um die Zuglängen zu erhöhen. Die bisher letzte Renovierung fand Ende der 1990er Jahre statt, bei der sowohl die Fliesen als auch der Bodenbelag ausgetauscht wurden. Der Bahnhof trägt im Bahnhofsverzeichnis der BVG die Bezeichnung Rk. Er besitzt sowohl eine Rolltreppe als auch einen Aufzug, sodass er als barrierefrei gilt.

## Anbindung
| Linie | Verlauf |
| ----- | --- |
|       | Rathaus Spandau – Altstadt Spandau – Zitadelle – Haselhorst – Paulsternstraße – Rohrdamm – Siemensdamm – Halemweg – Jakob-Kaiser-Platz – Jungfernheide – Mierendorffplatz – Richard-Wagner-Platz – Bismarckstraße – Wilmersdorfer Straße – Adenauerplatz – Konstanzer Straße – Fehrbelliner Platz – Blissestraße – Berliner Straße – Bayerischer Platz – Eisenacher Straße – Kleistpark – Yorckstraße – Möckernbrücke – Mehringdamm – Gneisenaustraße – Südstern – Hermannplatz – Rathaus Neukölln – Karl-Marx-Straße – Neukölln – Grenzallee – Blaschkoallee – Parchimer Allee – Britz-Süd – Johannisthaler Chaussee – Lipschitzallee – Wutzkyallee – Zwickauer Damm – Rudow |

Am U-Bahnhof bestehen Umsteigemöglichkeiten zu den Omnibuslinien M43 und 166 der BVG.